# Manuel Inácio Martins Pamplona Corte Real
Manuel Inácio Martins Pamplona Corte Real (Angra, 8 de maio de 1762 – Elvas, 16 de outubro de 1832), 1.° barão de Pamplona em França e 1.º conde de Subserra em Portugal, bacharel em Matemáticas pela Universidade de Coimbra, oficial general e político da tendência pró-francesa da fase inicial do vintismo. Lutou na Crimeia e Bessarábia integrado no exército russo, fez parte das forças aliadas que tomaram Valenciennes em 1793, participou na campanha do Rossilhão e mais tarde, como oficial general da Legião Portuguesa, nas campanhas de Napoleão Bonaparte contra Portugal, a Áustria e a Rússia. Condenado à morte por colaboracionismo (1811), mas depois amnistiado (1821), ainda assim após o termo da guerra, entre muitas outras funções, foi deputado às Cortes Constituintes de 1820, ministro de várias pastas e Ministro Assistente ao Despacho durante o reinado de D. João VI, cargo correspondente ao de Primeiro-Ministro. Foi elevado à condição de par do Reino e gentil-homem da câmara de D. João VI e feito conde de Subserra (1823), membro do Conselho de Estado e embaixador em Madrid. Antes deste percurso político notável foi militar, nos Exércitos Português, Russo e Francês, tendo atingido o generalato em Portugal e em França. Foi ainda escritor, tradutor e publicista.
Contrariamente à opinião de um dos seus biógrafos, o historiador Rafael Ávila de Azevedo, apesar de ter sido preso por miguelistas, dificilmente poderia estar inscrito na maçonaria pois contrariou o mais possível os projectos da mesma organização, conforme escrevem os seus contemporâneos e opositores, nomeadamente os maçons José Liberato (1772–1855) e Luz Soriano (1802–1891)

## Biografia
Manuel Inácio Martins Pamplona Corte Real, nasceu em Angra, em 8 de maio de 1762, filho de André Diogo Martins Pamplona Corte Real e de sua mulher Josefa Jacinta Merens de Távora, ambos da melhor aristocracia açoriana. O pai era fidalgo-cavaleiro da Casa Real e 8.º administrador do morgado dos Pamplonas e da Casa da Salga, na ilha Terceira, e a mãe pertencia à família Merens, da governança da cidade de Angra desde os tempos da colonização da ilha.
A sua data de nascimento foi durante muito tempo incerta, pois o próprio ao longo da sua vida se encarregou de a confundir, pois Pamplona costumava mostrar-se mais jovem, principalmente perante a administração francesa, para manter abertas as perspetivas de promoção ou mesmo de atrasar a sua passagem à reforma, chegando a usar em documentos 1766 e 1769 como anos de nascimento. Em sentido oposto, vário autores apontaram 3 de junho de 1760 como data de nascimento. Contudo, o registo de nascimento constante nos arquivos paroquiais de Angra do Heroísmo não deixa dúvidas: nasceu na freguesia da Sé de Angra no dia 8 de maio de 1762.
Fez os seus estudos menores em Angra, depois foi afastado da proteção da casa familiar e encaminhado como aluno interno para o Real Colégio de Mafra e depois para o Colégio dos Agostinianos em Lisboa. Na sua passagem pelo Real Colégio de Mafra desenvolveu o gosto pela leitura dos clássicos e pela escrita, hábito que o acompanhou por toda a vida. Sendo um jovem nascido nos Açores e sem particulares ligações à aristocracia da corte, a sua passagem por Mafra, escola que ao tempo frequentavam os jovens da nobreza por estar encerrado o Colégio dos Nobres, permitiu-lhe estabelecer conhecimentos e amizades que perdurariam por toda a vida. Entre estes conhecimentos figura D. Francisco José Maria de Britto (1759–1825), sobrinho de frei Manuel do Cenáculo, bispo de Beja e confessor do príncipe D. José (1761–1788), o filho primogénito da rainha D. Maria I e herdeiro putativo da coroa. Francisco José Maria de Britto viria a ser embaixador em Paris e Bruxelas, o que lhe daria depois um papel importante na vida de Pamplona.
Após cinco anos de estudos em Mafra, terminou o curso com a defesa de uma tese sobre lógica, metafísica e ética, cujo texto foi impresso em 1779, pela Oficina Patriarcal de Francisco Luiz Ameno, em Lisboa. A publicação de uma tese de um jovem açoriano, sem ligações óbvias às elites lisboetas, é deveras incomum. Este percurso escolar deu-lhe uma sólida base cultural de humanidades, e na sua tese demonstra um espírito estudioso e inquisitivo. Provavelmente já pensando numa carreira militar, como aliás ocorreria com os seus três irmãos, abandonou as humanidades e enveredou pelo estudo das ciências exatas, matriculando-se em 18 de outubro de 1779 na Faculdade de Matemática da Universidade de Coimbra. Era um campo de estudo novo e ao tempo pouco conhecido, já que a Faculdade de Matemática da Universidade de Coimbra havia sido criada apenas em 1772 pela reforma pombalina da Universidade.
Em Coimbra, frequentou a Universidade com sucesso, obtendo o bacharelato em Matemática em julho de 1785, com 23 anos de idade. Nesse mesmo ano optou por assentar praça e iniciar uma carreira como oficial do Exército, na arma de Cavalaria.

### O início da carreira militar e os tempos de mercenário
Assentou praça em 1785, com 23 anos de idade, como cadete no Regimento de Cavalaria de Santarém. Foi promovido a alferes da 3.ª companhia do Regimento de Cavalaria de Castelo Branco por carta patente de D. Maria I datada de 30 de agosto de 1786, iniciando assim, aos 24 anos de idade a sua carreira como oficial de Cavalaria do Exército Português. A 28 de abril de 1788 foi promovido a tenente agregado do mesmo Regimento aquartelado em Castelo Branco.
No período em que fora cadete travou um conhecimento mais próximo com o herdeiro da coroa, o príncipe D. José, que já conhecera durante a sua estadia em Mafra. Esta relação com o príncipe herdeiro foi duradoura e terá influenciado Pamplona na sua escolha de carreira, ao ponto de considerar este príncipe como o seu «protetor». Terá sido em consequência desse relacionamento que no posto de tenente, e com 26 anos de idade, desejoso de aventura, procurou obter licença para partir como mercenário para as zonas onde existisse conflito armado no leste europeu.
Obtida licença, partiu em 1787 para a Rússia como voluntário, tendo participado na Guerra Russo-Otomana de 1787–1791, que então opunha o Império Russo de Catarina a Grande à Sublime Porta, distinguindo-se na luta contra os otomanos na Crimeia. Participou em Novembro de 1790 no cerco e tomada de Izmail, onde se distinguiu. Foi condecorado pela Rússia com a grã-cruz da Ordem de Alexandre Nevsky e feito cavaleiro da Ordem de São Vladimir.
Terminada a guerra russo-otomana em Dezembro de 1791, pelo Tratado de Jassy, Pamplona regressou a Portugal, mas não permaneceu por muito tempo. Tendo-se desencadeado a guerra entre a Santa Aliança e a França revolucionária (Guerra de 1793–1802), foi alistar-se nos exércitos aliados comandados pelo duque de York, tendo participado no cerco e tomada de Valenciennes no verão de 1793.

### A campanha do Rossilhão

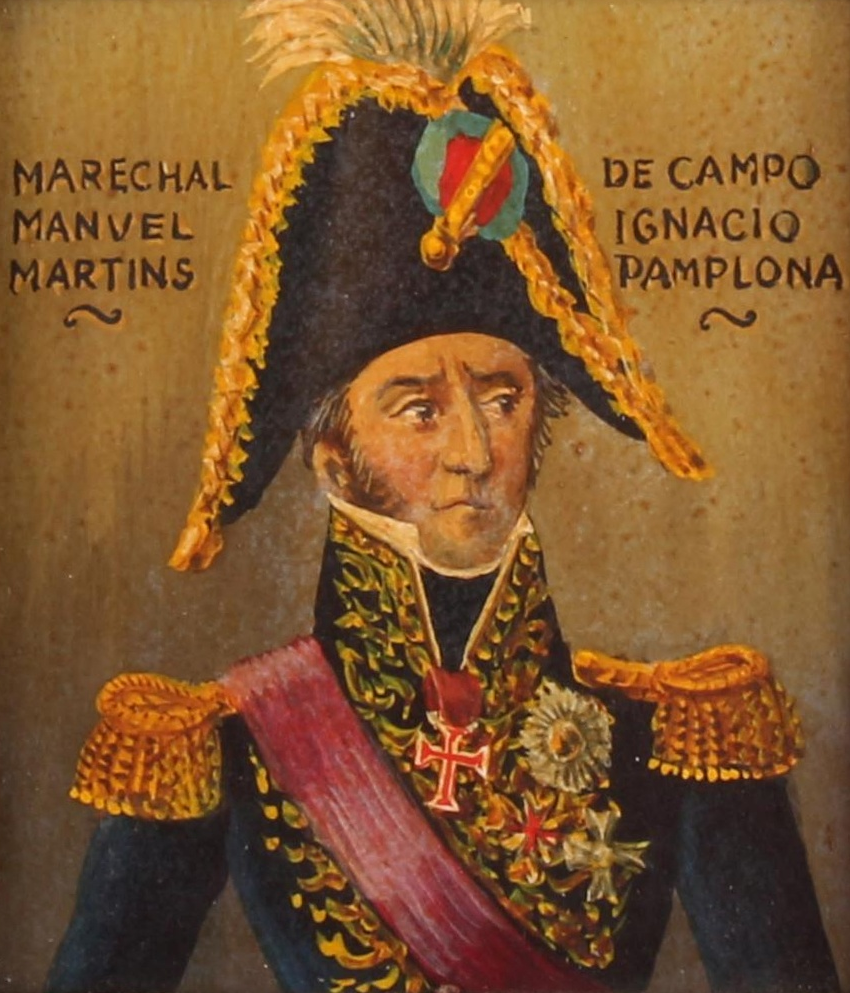
Retrato de Manuel Inácio Martins Pamplona durante a sua carreira militar.

Novamente regressado a Portugal, e sendo considerado um dos militares mais experientes do exército português, foi nomeado ajudante general da Divisão Auxiliar Portuguesa que participou na campanha do Rossilhão, onde se distinguiu, tendo no seu regresso sido escolhido para funções de estado-maior, o que o colocou próximo das mais altas chefias militares. Pelo seu desempenho nesta campanha, para além da Granada de Ouro, foi feito comendador da Ordem de Cristo, recebendo, depois, a grã-cruz da Ordem da Torre e Espada.
Após o regresso do Rossilhão, foi em 1797 nomeado tenente-coronel e segundo comandante da Legião de Tropas Ligeiras.
Foi coronel do Regimento de Cavalaria n.º 9, de 9 de Março de 1801 e logo em 1801, era encarregado por João Carlos de Bragança, 2.º duque de Lafões, de levantar algumas companhias de caçadores voluntários nas províncias do Norte, no que ‘’se entendeu com algum fruto’’.
Era ainda coronel do Regimento de Cavalaria N.º 9 quando este, em 22 de Dezembro de 1807, foi reestruturado e parcialmente integrado na Legião Portuguesa na sequência da desmobilização do exército português resultante da invasão francesa.

### Os tempos da Legião Portuguesa
Após a primeira invasão francesa, uma das primeiras medidas de Jean-Andoche Junot, por ordem directa de Napoleão Bonaparte, foi a dissolução do exército português. Contudo, as melhores tropas e os oficiais mais prestigiados que aquiesceram foram integrados na Legião Portuguesa, um corpo militar integrado nos exércitos imperiais franceses. Entre estes oficiais estava o coronel Pamplona.
A formação da Legião completou-se em Março de 1808, tendo partido para Salamanca no mês seguinte. Embora o comandante da Legião fosse D. Pedro de Almeida Portugal, 3.º marquês de Alorna, por este ter obtido licença para se deslocar ao Alentejo, coube ao coronel Pamplona, como chefe de estado-maior general da Legião, comandar a marcha de Lisboa a Salamanca.
Acompanhou a Legião Portuguesa ao longo do seu périplo pela Europa, distinguindo-se nas campanhas de 1809 na Alemanha e Áustria.
Em 1810, com muitos outros portugueses que haviam integrado a Legião Portuguesa, participa ao lado de André Masséna na terceira invasão francesa do território português. Neste período foi, embora efemeramente, governador militar de Coimbra. Em consequência foi condenado à morte por colaboracionismo, por sentença do Tribunal da Relação de Lisboa, data de 16 de março de 1811. A esposa, que o acompanhara, foi também condenada à morte na mesma sentença.
Expulsas as forças francesas de Portugal, regressa à Legião Portuguesa, lutando em 1812, ao lado de Gomes Freire de Andrade, na campanha da Rússia, na qual se distinguiu pela sua coragem e resiliência face à adversidade que se abateu sobre as tropas imperiais. Foi condecorado com a grã-cruz da Legião de Honra francesa e feito cavaleiro da Ordem de São Luís de França.
Manteve-se na Legião até à sua extinção formal em 1813, passando depois para a classe dos ‘’pioneiros’’, situação que manteve até 1814. Nesse ano passou a servir no exército francês, tendo acompanhado Luís XVIII a Gand. Foi governador militar do departamento de Loire et Cher em 1815.
Permaneceu em França até 1821, ano em que a sua participação na Legião Portuguesa foi amnistiada pelas Cortes, o que lhe permitiu regressar a Portugal e retomar a carreira militar.

### A carreira política
O general Pamplona pertenceu à maçonaria e desde cedo mostrou simpatia pelos ideais da Revolução Francesa, aderindo depois ao movimento liberal, embora militando sempre na ala mais conservadora.
Aproveitando a amnistia concedida pelas Cortes, reinicia a sua carreira militar, voltando-se para a actividade política, na qual ascende rapidamente.
É assim que no governo em que era Ministro do Reino Filipe Ferreira de Araújo e Castro assume a pasta de Ministro da Guerra de 7 de Setembro a 13 de Outubro 1821. Nesta última data troca as funções ministeriais pelas de deputado pelos Açores às Cortes Gerais e Extraordinárias da Nação Portuguesa, o Augusto Congresso Constituinte, já que fora eleito pela Terceira. A legitimidade desta eleição desencadeou um longo debate parlamentar, dado o deputado estar nomeado ministro, tendo a tomada de posse como deputado implicado a saída do ministério.
Nas Cortes distinguiu-se, ao lado de Roberto Luís de Mesquita Pimentel, também eleito pelos Açores, na defesa da unidade açoriana contra a opinião dos deputados açorianos que pretendiam a divisão dos Açores em diversas províncias. A sua posição não teve vencimento, não podendo impedir a fragmentação política das ilhas, situação que se manteria até 1975.
Tendo-se transformado num dos validos do rei D. João VI, que o apreciava sobremaneira, com a Vilafrancada, volta a exercer funções como Ministro da Guerra e da Marinha, de 1 de Junho de 1823 a 15 de Janeiro de 1825. No período entre 1 de Junho de 1823 e 19 de Março de 1824 acumula com as funções de ministro assistente ao despacho, o que equivalia à liderança do governo.
Em prémio da sua fidelidade durante a Vilafrancada, D. João VI fê-lo conde de Subserra, por decreto datado de 1 de Junho de 1823, o dia imediato ao do desfecho da crise. Foi também nomeado gentil-homem da câmara de el-rei e conselheiro de Estado.
Nascido das circunstâncias revolucionárias da Vilafrancada, este ministério foi apelidado o governo dos inauferíveis direitos de El-Rei, sendo constituído por uma maioria de moderados, apoiantes do partido da Bemposta, próximos de D. João VI, integrando, contudo, alguns elementos rainhistas, ditos do partido do Ramalhão. O governo tentou a elaboração de uma carta constitucional que substituísse a Constituição de 1822, tendo também revogado as principais leis do vintismo.
Em 1825 é nomeado embaixador de Portugal em Espanha, posto que manteria até Abril de 1827, altura em que regressa definitivamente a Portugal.
No mesmo ano em que regressa de Espanha, torna-se também vegetariano e faz alguma propaganda em defesa dos direitos dos animais.

### Prisão e morte
Em Junho de 1828 foi preso por ordem expressa de D. Miguel e guardado incomunicável na Torre de Belém e depois em São Julião da Barra e São Lourenço do Bugio. Foi finalmente transferido e encarcerado no Forte da Graça em Elvas, morrendo naquela prisão a 16 de Outubro de 1832. Após o termo da Guerra Civil, os seus restos mortais foram trasladados para a Ermida de Santa Catarina, na freguesia dos Biscoitos.

### Casamento
O então coronel Pamplona casou em 19 de Março de 1806, aos 45 anos, com Isabel Antónia do Carmo de Roxas e Lemos Carvalho e Menezes, da família dos senhores da Trofa, e herdeira de vasta fortuna que incluía a Quinta da Subserra, em São João dos Montes, concelho de Vila Franca de Xira.
Isabel Antónia do Carmo de Roxas e Lemos Carvalho e Menezes era filha legitimada de um irmão do 10.º senhor da Trofa, que fora comendador da Ordem de Malta e tenente-coronel de cavalaria, com o foro de moço fidalgo (1735), mas que tinha já falecido solteiro, deixando-a como único descendente. Num arranjo familiar típico da época, casou em 1799 com um seu primo direito, filho da irmã mais velha do 10.º senhor da Trofa e sucessor nos bens vinculados da família, reunindo assim o casal a representação genealógica da Casa da Trofa e os seus morgadios. Tiveram uma filha, Maria Mância de Lemos Roxas Carvalho e Menezes, nascida em 1805, que viria a ser, por herança do padrasto, a 2.ª condessa de Subserra.
Do seu casamento com Manuel Inácio Pamplona não teve filhos, mas trouxe a este as ligações familiares e a vasta fortuna que, a par do seu valimento junto do rei D. João VI, lhe valeriam a elevação a conde. Foi da sua Quinta da Subserra (hoje Quinta Municipal de Subserra, património da Câmara Municipal de Vila Franca de Xira) que se originou o título do conde.
O casal, após o seu regresso a Portugal, introduziu diversos melhoramentos na Quinta, a qual viria, já na posse da filha (depois marquesa da Bemposta) e dos seus descendentes, a tornar-se num dos lugares mais afamados de encontro da alta nobreza portuguesa.

## Publicações
- Conclusões de Lógica, Metaphysica e Ethica. Defendente: Manuel Ignacio Martins Pamplona Corte-Real. Lisboa: Na Officina Patriarcal de Francisco Luiz Ameno, MDCCLXXIX (1779).
- Memória justificativa de Manuel Inácio Martins Pamplona Corte Real e de sua mulher D. Isabel de Roxas e Lemos, Lisboa, Imprensa Nacional, 1821, in 8.º de 71 páginas.
- Aperçu nouveau sur les campagnes des Français en Portugal, en 1807, 1808, 1809, 1810 et 1811 : contenant des observations sur les Écrits de MM. le baron Thiébaut, lieutenant général; Naylies, officier supérieur des gardes du corps de Monsieur; Gingret, chef de bataillon en demi-activité, Paris, Delaunay, 1818.
- La guerre de la Péninsule sous son véritable point de vue. Bruxelles, Weissenbruen, 1819 (a obra é uma tradução de La guerra della penisola sotto il suo vero punto di vista, ossia Lettera al sig. Abate F.*** riguardo alla storia dell'ultima guerra pubblicata recentemente in Firenze. Con un'appendice, ed una tavola cronologica degli avvenimenti più memorabili dall'anno 1803 al 1814, publicada em Itália no ano de 1816 e atribuída a Domingos António de Sousa Coutinho, 1.º conde e 1.º marquês do Funchal).
- O contemporâneo político e literário, Paris, P.N. Rougeron, 1820.